# حركة حية

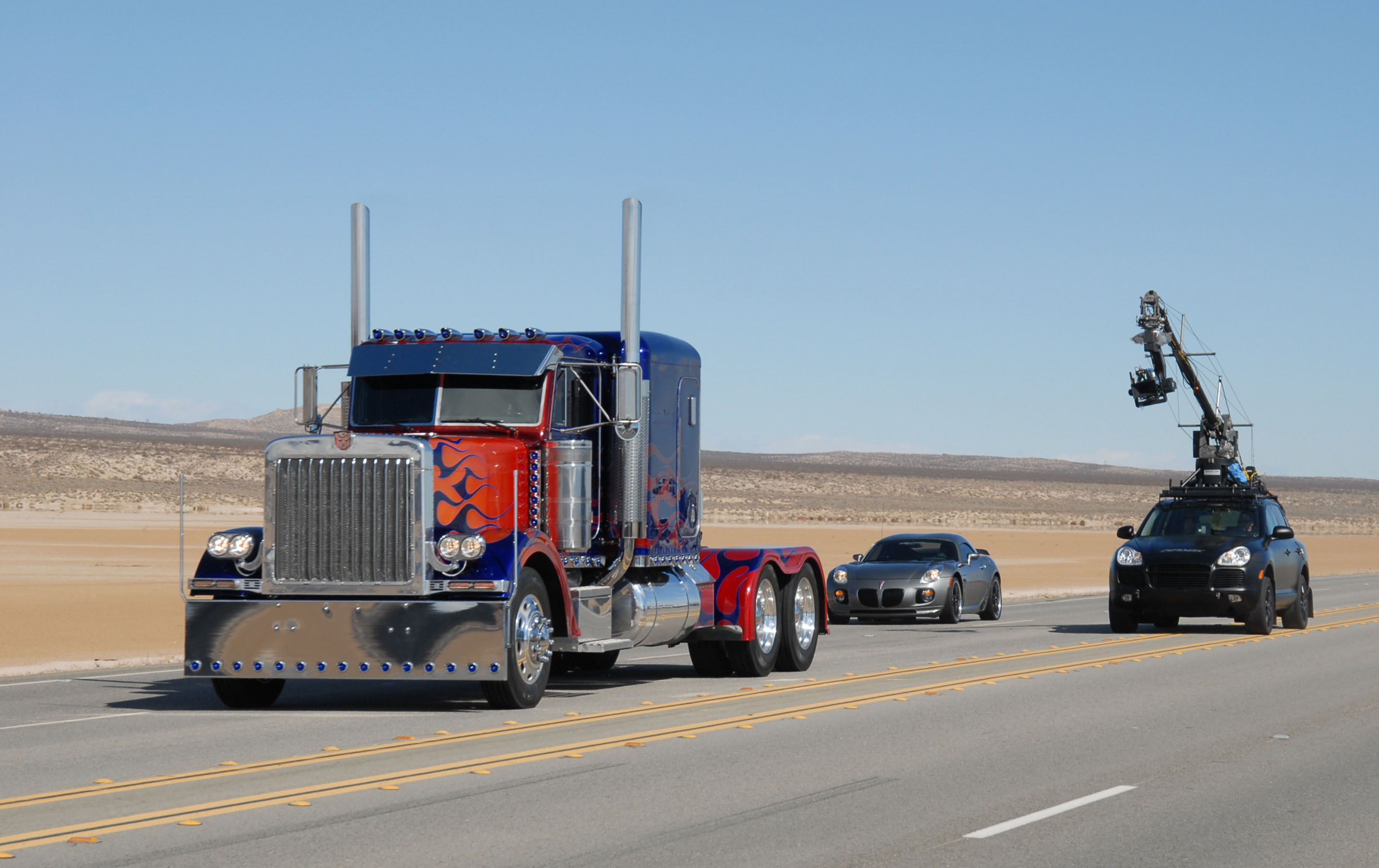
خلف كواليس لتمثيل فلم ما

التصوير التمثيلي (بالإنجليزية: Live Action)‏ هي شكل من أشكال التصوير السينمائي أو التصوير بالفيديو الذي يستخدم التصوير الفوتوغرافي بدلاً من الرسوم المتحركة. فهو تصوير لمجموعة من الممثلين لانتاج عمل فني. وقد يكون الممثلون بشرا أو حيوانات أو جمادات. وتوجد الكثير من الأعمال التي صورت في شكل رسوم متحركة ثم صنع لها نسخة تمثيلية. تجمع بعض الأعمال بين التمثيل والرسوم المتحركة لإنشاء فيلم رسوم متحركة تمثيلي. قد يندرج تحت مصطلح (التمثيليات) الأفلام أو ألعاب الفيديو أو الأعمال المرئية المماثلة، والتي تصنع بتصوير ممثلين لا بالرسم. وعلى النقيض من ذلك، قد يستخدم مصطلح (الرسوميات) لتسمية تلك الأعمال إذا صنعت بالرسم والتحريك. أحيانًا ما توصف الرسوم المتحركة الواقعية، وخاصة الرسوم المتحركة الحديثة على الكمبيوتر، غلطا بأنها «تمثيلية» كما في حالة بعض التقارير الإعلامية حول نسخة ديزني الجديدة لعام 2019 لفيلم الأسد الملك. وفقًا لقاموس كامبريدج الإنجليزي، فإن صفة live-action (تمثيلي) تطلق على العمل الذي يتضمن«أشخاصًا فعليين أو حيوانات فعلية [مصورةً فُتُغرافيًا] [وهم الممثلون]، وليس نماذجا، أو صورًا تُرسم أو تُنتج بواسطة الكمبيوتر».